# Vicepresidente de Afganistán
El Vicepresidente de Afganistán es el segundo cargo político más alto de Afganistán. Los Vicepresidentes son electos en la misma lista que el presidente. Un candidato presidencial nomina a dos candidatos para vicepresidente antes de las elecciones. Los Vicepresidentes hasta la Caída de Kabul eran Amrullah Saleh (Primer Vicepresidente) y Sarwar Danish (Segundo Vicepresidente).

## República de Afganistán
| Título         | Nombre          | Inicio          | Fin           | Notas                                                                                                  |
| -------------- | --------------- | --------------- | ------------- | --- |
| Vicepresidente | Sayyid Abdullah | febrero de 1978 | abril de 1978 | Vicepresidente de Mohammed Daoud Khan Y también ministro de finanzas, asesinado en el golpe de Estado. |

## República Democrática de Afganistán
El vicejefe de estado fue el vicepresidente del  Consejo Revolucionario entre abril de 1978 y abril de 1988. 

| Título                                    | Nombre                 | Inicio            | Fin                | Presidente          |
| ----------------------------------------- | ---------------------- | ----------------- | ------------------ | ------------------- |
| Vicepresidente del Consejo revolucionario | Babrak Karmal          | abril de 1978     | junio de 1978      | Nur Muhammad Taraki |
| Vicepresidente del Consejo revolucionario | Asadullah Sarwari      | 1978              | ??                 | Nur Muhammad Taraki |
| Vicepresidente del Consejo revolucionario | Hafizullah Amin        | julio de 1979     | septiembre de 1979 | Nur Muhammad Taraki |
| Vicepresidente del Consejo revolucionario | Sultan Ali Keshtmand   | diciembre de 1979 | ??                 | Hafizullah Amin     |
| Vicepresidente del Consejo revolucionario | Asadullah Sarwari      | diciembre de 1979 | junio de 1980      | Babrak Karmal       |
| Vicepresidente del Consejo revolucionario | Abdul Qadir            | 1981              | 1983               | Babrak Karmal       |
| Vicepresidente del Consejo revolucionario | Gul Aqa                | 1983              | noviembre de 1986  | Babrak Karmal       |
| Vicepresidente del Consejo revolucionario | Haji Mohammad Chamkani | noviembre de 1986 | abril de 1988      | Mohammad Najibullah |

## República de Afganistán
Vice presidents were appointed after the new constitution and elections took place. 
Four vice presidents were appointed by president and approved by the National Assembly.
| Título          | Nombre               | Inicio       | Fin           | Notas                                                                                          |
| --------------- | -------------------- | ------------ | ------------- | ---------------------------------------------------------------------------------------------- |
| Vicepresidente  | Abdul Rahim Hatif    | mayo de 1988 | abril de 1992 | El presidente era Mohammad Najibullah, primer vicepresidente de julio de 1991 a abril de 1992. |
| Vicepresidente  | Mohammed Rafie       | mayo de 1988 | abril de 1992 | El presidente era Mohammad Najibullah                                                          |
| Vicepresidente  | Abdul Hamid Mohtat   | mayo de 1988 | abril de 1992 | El presidente era Mohammad Najibullah                                                          |
| Vicepresidente  | Abdul Wahed Sorabi   | mayo de 1988 | abril de 1992 | El presidente era Mohammad Najibullah, primer vicepresidente enero de 1991 - julio de 1991.    |
| Vicepresidentet | Sultan Ali Keshtmand | mayo de 1990 | abril de 1991 | El presidente era Mohammad Najibullah, primer vicepresidente mayo de 1990 - enero de 1991.     |
| Vicepresidente  | Mohammed Eshaq Tokhi | 1992         | abril de 1992 | El presidente era Mohammad Najibullah                                                          |

## Estado Islámico de Afganistán
Los vicepresidentes fueron nombrados por el presidente.
| Título         | Nombre                  | Inicio         | Fin            | Notas                                                    |
| -------------- | ----------------------- | -------------- | -------------- | -------------------------------------------------------- |
| Vicepresidente | Abdul Rasul Sayyaf      | julio de 1992  | agosto de 1992 | El presidente era Burhanuddin Rabbani                    |
| Vicepresidente | Mawlawi Mir Hamza       | agosto de 1992 | enero de 1993  | Murió en el cargo. El presidente era Burhanuddin Rabbani |
| Vicepresidente | Mohammad Shah Fazli     | enero de 1993  | 1994           | El presidente era Burhanuddin Rabbani                    |
| Vicepresidente | Mohammad Nabi Mohammadi | enero de 1993  | 1996           | El presidente era Burhanuddin Rabbani                    |

## Administración Provisional Afgana
Durante la Administración provisional afgana y la Administración de transición afgana, cuando la Loya Jirga no había designado una nueva  Constitución, hubo más de dos vicepresidentes de la administración provisional.
| Título         | Nombre              | Inicio                  | Fin                 | Notas                                                     |
| -------------- | ------------------- | ----------------------- | ------------------- | --------------------------------------------------------- |
| Vicepresidente | Hedayat Amin Arsala | 22 de diciembre de 2001 | 19 de junio de 2002 | Pastún, representante del "Grupo de Roma"                 |
| Vicepresidente | Mohammed Fahim      | 22 de diciembre de 2001 | 19 de junio de 2002 | Tajiko y ministro de Defensa por el Frente Islámico Unido |
| Vicepresidente | Sima Samar          | 22 de diciembre de 2001 | 19 de junio de 2002 | Hazara, representante femenina y del "Grupo de Roma"      |
| Vicepresidente | Mohammad Mohaqiq    | 22 de diciembre de 2001 | 19 de junio de 2002 | Hazara y Comandante en el Frente Islámico Unido           |
| Vicepresidente | Ahmed Shakar Karkar | 22 de diciembre de 2001 | 19 de junio de 2002 | Uzbeko y líder en el Frente Islámico Unido                |

## República Islámica de Afganistán
Después de las elecciones generales de 2004, los vicepresidentes son elegidos en la misma hoja de votación que el presidente.
| Título                 | Nombre              | Inicio                   | Fin                       | Notas                                              |
| ---------------------- | ------------------- | ------------------------ | ------------------------- | -------------------------------------------------- |
| Vicepresidente         | Hedayat Amin Arsala | 19 de junio de 2002      | 7 de diciembre de 2004    | Nombrado para mandato interino, Pastún             |
| Vicepresidente         | Mohammed Fahim      | 19 de junio de 2002      | 7 de diciembre de 2004    | Nombrado para mandato interino, Tajiko             |
| Vicepresidente         | Nematullah Shahrani | 19 de junio de 2002      | 7 de diciembre de 2004    | Nombrado para mandato interino, Uzbeko             |
| Vicepresidente         | Karim Khalili       | 19 de junio de 2002      | 7 de diciembre de 2004    | Nombrado para mandato interino, Hazara             |
| Vicepresidente         | Abdul Qadir         | 19 de junio de 2002      | 6 de julio de 2002        | Nombrado para mandato interino, Pastún. Asesinado  |
| Primer Vicepresidente  | Ahmad Zia Massoud   | 7 de diciembre de 2004   | 19 de noviembre de 2009   | Electo en la misma lista que Hamid Karzai          |
| Segundo Vicepresidente | Karim Khalili       | 7 de diciembre de 2004   | 29 de septriembre de 2014 | Electo en la misma lista que Hamid Karzai          |
| Primer Vicepresidente  | Mohammed Fahim      | 19 de noviembre de 2009  | 9 de marzo de 2014        | Electo en la misma lista que Hamid Karzai          |
| Primer Vicepresidente  | Yunus Qanuni        | 31 de marzo de 2014      | 29 de septriembre de 2014 | Nombrado como interino                             |
| Primer Vicepresidente  | Abdul Rashid Dostum | 29 de septiembre de 2014 | 19 de febrero de 2020     | Electo en la misma lista que Ashraf Ghani Ahmadzai |
| Segundo Vicepresidente | Sarwar Danish       | 29 de septiembre de 2014 | en el cargo               | Electo en la misma lista que Ashraf Ghani Ahmadzai |
| Primer Vicepresidente  | Amrullah Saleh      | 19 de febrero de 2020    | en el cargo               | Electo en la misma lista que Ashraf Ghani Ahmadzai |